# Mahajangasuchus
Mahajangasuchus (лат.) — род вымерших крокодиломорф из семейства Mahajangasuchidae инфраотряда Notosuchia, живших во времена позднемеловой эпохи (маастрихт) на территории современного Мадагаскара. К роду относят единственный вид — Mahajangasuchus insignis.
Новые вид и род были описаны в 1999 году американскими палеонтологами по одному целому черепу и фрагментам нескольких других черепов. Голотип сейчас хранится в музее естественной истории Чикаго.

## Описание
В длину достигал 3 м и весил около 360 кг. У махадзангазуха было тупое рыло и сильно укороченные челюсти. Длина черепа достигала 80 см. Судя по строению черепа, сила сжатия челюстей махадзангазуха была больше, чем у любого современного крокодила.
В Махадзанге вместе с махадзангазухом были найдены еще шесть видов других крокодиломорф, хищный теропод майюнгазавр, гигантская лягушка Beelzebufo ampinga, поедавшая детенышей динозавров, завропод рапетозавр, летающий дромеозавр Rahonavis ostromi и примитивная птица Vorona berivotrensis, не имеющая к современным воронам никакого отношения.
Родственником Mahajangasuchus является Uruguaysuchus — «крокодил из Уругвая», — доказывая, что в конце мелового периода Мадагаскар через Индию и Антарктиду имел связь с Южной Америкой.